# Supernova: The Music Festival Massacre
Supernova: The Music Festival Massacre ist ein israelischer Dokumentarfilm aus dem Jahr 2023, der die Ereignisse während des Hamas-Angriffs vom 7. Oktober 2023 darstellt. Bei dem terroristischen Angriff auf das Supernova-Musikfestival in der Negev-Wüste wurden 365 Menschen getötet, hunderte verletzt und 40 Personen in den Gaza-Streifen entführt. Der Film war Teil des Programms des Jüdischen Filmfestivals Berlin Brandenburg 2024.

## Inhalt
Am frühen Morgen des 7. Oktober 2023 feierten hunderte Menschen in der Nähe des Kibbuz Reʿim im Gebiet der Regionalverwaltung Eschkol bei einem Psytrance-Festival. Plötzlich verstummte die Musik und die Festivalbesucher wurden von Raketen der Hamas beschossen. Bewaffnete Terroristen stürmten das Gelände mit Autos, Motorrädern und Gleitschirmen und schossen auf die Menschen, die panisch versuchten zu fliehen. Die Attentäter vergewaltigten Frauen und töteten 365 Festivalbesucher, viele wurden bei dem Attentat verletzt. Der Film dokumentiert die Schilderungen der Überlebenden und Ersthelfer. Verwendet wurden GoPro-Aufnahmen der Terroristen, Telefonate der Opfer mit Freunden und Angehörigen, Überwachungskameras, Dashcams und die Aufnahmen von Ersthelfern. Im Mittelpunkt stehen sechs junge Festivalgäste, die überlebten, aber auch ein Vater, dessen Sohn und Tochter entführt wurden.
Die Entstehung des Films beschrieb Regisseur Duki Dror als belastend: „Es war ein schmerzhafter Prozess, weil wir mit so viel Horror konfrontiert wurden, als wir das Material sichteten. Ich konnte kaum noch schlafen. Es hat mich wirklich gequält.“

## Veröffentlichung
Der Film wurde am 23. Dezember 2023 zum ersten Mal auf dem israelischen TV-Sender KAN gezeigt. Auch der BBC World Service, das ZDF in Deutschland, SVT in Schweden, DR in Dänemark, RAI in Italien, VRT in Belgien, CNews der Canal+ Gruppe in Frankreich und Record TV in Brasilien zeigten die Dokumentation.